# Katsunobu Katō
Katsunobu Katō (加藤 勝信 Katō Katsunobu?,  Tokio, 22 de noviembre de 1955) es un político japonés y se desempeña como ministro de Sanidad, Trabajo y Bienestar de Japón desde agosto de 2022 y previamente desde 2017 hasta 2018 y luego desde 2019 hasta 2020. También fungió como Secretario General del Gabinete desde 2020 hasta 2021. Como integrante del Partido Liberal Democrático, ha sido miembro de la Cámara de Representantes desde 2003.

## Honores
- : Gran Oficial de la Orden de Orange-Nassau (29 de octubre de 2014)[3]